# Olga Kurkulina
Olga Kurkulina (hebräisch אולגה קורקולינה; * 18. Mai 1971 in der Usbekischen SSR, Sowjetunion) ist eine israelische ehemalige Leichtathletin, Bodybuilderin und Schauspielerin.

## Leichtathletik
Nach ihrer Einwanderung nach Israel feierte Kurkulina in den Jahren 1999 bis 2004 in den nationalen Leichtathletik-Meisterschaften große Erfolge. Sie wurde israelische Meisterin im Hochsprung und Kugelstoßen und konnte auch in den Disziplinen Speerwurf, Hammerwurf und Siebenkampf gute Ergebnisse erzielen. Ihr nationaler Hochsprung-Rekord (1,87 m) hatte jahrelang Bestand. Sie trat für Maccabi Haifa an.
Persönliche Bestleistungen:
- Hochsprung: 1,87 m (2. Februar 2002, Kinneret)[1]
- Hochsprung, Halle: 1,82 m (19. Februar 1999, Moskau)[2]
- Kugelstoßen: 13,25 m (9. Juni 2001, Tel Aviv)[3]
- Speerwurf: 33,48 m (19. Juni 1999, Tel Aviv)[4]
- Hammerwurf: 26,24 m (5. Mai 2001, Tel Aviv)[5]
- Siebenkampf: 4356 Punkte (25./26. April 1999, Tel Aviv)[6]

## Bodybuilding und Schauspielerei
Nach dem Ende ihrer Leichtathletikkarriere begann Kurkulina mit Bodybuilding. 2007 wurde sie israelische Bodybuilding-Meisterin in der Klasse „Fitness“, 2008 russische Meisterin und 2012 Viertbeste der Welt in ihrer Klasse.
2013 spielte Kurkulina im Film Kick-Ass 2 mit, wo sie die Schurkin Mother Russia darstellte. Ihr war die Rolle in der Comicverfilmung angeboten worden, nachdem Regisseur Jeff Wadlow Bodybuilding-Bilder von ihr gesehen hatte.